# Бог-Читто (округ Лінкольн, Міссісіпі)
Бог-Читто (англ. Bogue Chitto) — переписна місцевість (CDP) в США, в окрузі Лінкольн штату Міссісіпі. Населення — 522 особи (2010).

## Географія
Бог-Читто розташований за координатами 31°25′46″ пн. ш. 90°27′43″ зх. д. / 31.42944° пн. ш. 90.46194° зх. д. (31.429417, -90.461885).  За даними Бюро перепису населення США в 2010 році переписна місцевість мала площу 5,85 км², уся площа — суходіл.

## Демографія
Згідно з переписом 2010 року, у селищі мешкали 522 особи в 193 домогосподарствах у складі 135 родин. Густота населення становила 89 осіб/км².  Було 220 помешкань (38/км²).
Расовий склад населення:
| - 53,6 % — чорних або афроамериканців - 44,8 % — білих - 0,2 % — азіатів |

До двох чи більше рас належало 0,8 %. Частка іспаномовних становила 1,1 % від усіх жителів.
За віковим діапазоном населення розподілялося таким чином: 26,8 % — особи молодші 18 років, 61,3 % — особи у віці 18—64 років, 11,9 % — особи у віці 65 років та старші. Медіана віку мешканця становила 34,8 року. На 100 осіб жіночої статі у селищі припадало 85,8 чоловіків;  на 100 жінок у віці від 18 років та старших — 84,5 чоловіків також старших 18 років.
За межею бідності перебувало 35,8 % осіб, у тому числі 42,7 % дітей у віці до 18 років та 53,2 % осіб у віці 65 років та старших.
Цивільне працевлаштоване населення становило 270 осіб. Основні галузі зайнятості: мистецтво, розваги та відпочинок — 38,1 %, освіта, охорона здоров'я та соціальна допомога — 26,3 %, роздрібна торгівля — 15,9 %, будівництво — 15,6 %.